# Andrea Manzi
Andrea Manzi (Massa di Somma, 27 novembre 1997) è un nuotatore italiano, specializzato nel nuoto in corsia e in acque libere.

## Biografia
Si è messo in mostra a livello giovanile al Festival olimpico estivo della gioventù europea di Utrecht 2013 in cui ha vinto la medaglia di bronzo nei 1500 m stile libero, terminando alle spalle dell'israeliano Marc Innawi e del francese Nicolas D'Oriano.
È stato convocato ai Giochi del Mediterraneo sulla spiaggia di Pescara 2015, dova ha vinto l'argento nella 5 km, dietro a Dario Verani, e nella staffetta mista con Giulia Gabbrielleschi e Barbara Pozzobon.
Ai mondiali di Budapest 2017 ha ottenuto il 6º posto nella 5 km.
Ai campionati europei di nuoto di Glasgow 2018 si è classificato 13º nella 5 km
Ai Giochi del Mediterraneo sulla spiaggia di Patrasso 2019 ha vinto l'oro nella 5 km, precedendo sul podio il connazionale Marcello Guidi e il greco Georgios Arniakos, e l'argento nella staffetta mista con Marcello Guidi e Silvia Ciccarelli.
Ha preso parte agli europei di Roma 2022, classificandosi 13º nella 10 km.

## Palmarès
- Giochi del Mediterraneo sulla spiaggia

Pescara 2015: argento nella 5 km; argento nella staffetta mista;
Patrasso 2019: oro nella 5 km; argento nella staffetta mista;
- Festival olimpico della gioventù europea

Utrecht 2013: bronzo nei 1500 m sl;